# Яроші (Сумський район)
Яроші́ —  село в Україні, у Лебединській міській громаді Сумського району Сумської області. Населення становить 45 осіб. До 2020 орган місцевого самоврядування — Гарбузівська сільська рада.

## Географія
Село Яроші знаходиться на відстані 3 км від річок Вільшанка і Ревки. Поруч проходить залізниця, станція Гарбузівка.

## Історія
12 червня 2020 року, відповідно до Розпорядження Кабінету Міністрів України № 723-р «Про визначення адміністративних центрів та затвердження територій територіальних громад Сумської області» увійшло до складу Лебединської міської громади.
19 липня 2020 року, після ліквідації Лебединського району, село увійшло до Сумського району.